# 163
Cette page concerne l'année 163  du calendrier julien. Pour l'année 163 av. J.-C., voir 163 av. J.-C. Pour le nombre 163, voir 163 (nombre).
L'année 163 est une année commune qui commence un vendredi.

## Événements
- Statius Priscus, le gouverneur romain de Cappadoce, expulse les Parthes d'Arménie et installe Arsacidus Sohaemus, protégé de Rome, sur le trône. Il prend la capitale arménienne Artaxata à la fin de l'année[1], puis après l'avoir détruite, en reconstruit une nouvelle à Valarshapat, nommé Kainepolis, qui reçoit une forte garnison[2].
- En Mésopotamie, les Parthes déposent le roi-client de Rome Mannus d'Osroène et installent un de leurs partisans sur le trône. Les Romains ripostent en descendant le cours de l'Euphrate ; un engagement près de Sura mentionné par Lucien de Samosate peut faire penser que les Parthes sont sur la rive romaine de l’Euphrate dès 163. Probablement à la fin de l'année, les places parthes de Dausara et Nicephorium au nord du fleuve sont occupés par les forces romaines[1].
- Lucius Verus, qui n'a pas quitté la Syrie (en hiver à Laodicée puis dans sa résidence d'été de Daphné, près d'Antioche), prend le titre d'Armeniacus[1].

## Naissances en 163
- Xun Yu, conseiller militaire chinois.